# حمید لبخنده
عبدالحمید بدیعی‌فر مشهور به حمید لبخنده (۲۵ تیر ۱۳۳۰ – ۱۸ دی ۱۴۰۰) کارگردان، فیلم‌نامه‌نویس، تهیه‌کننده و بازیگر ایرانی بود. لبخنده پیشگام نوآوری در سریال‌های پس از انقلاب ۱۳۵۷ بوده است. وی از سال ۱۳۹۴ تا پایان عمر مدیرت آکادمی و آموزشگاه بازیگری سمندریان بر عهده داشت.

## زندگی

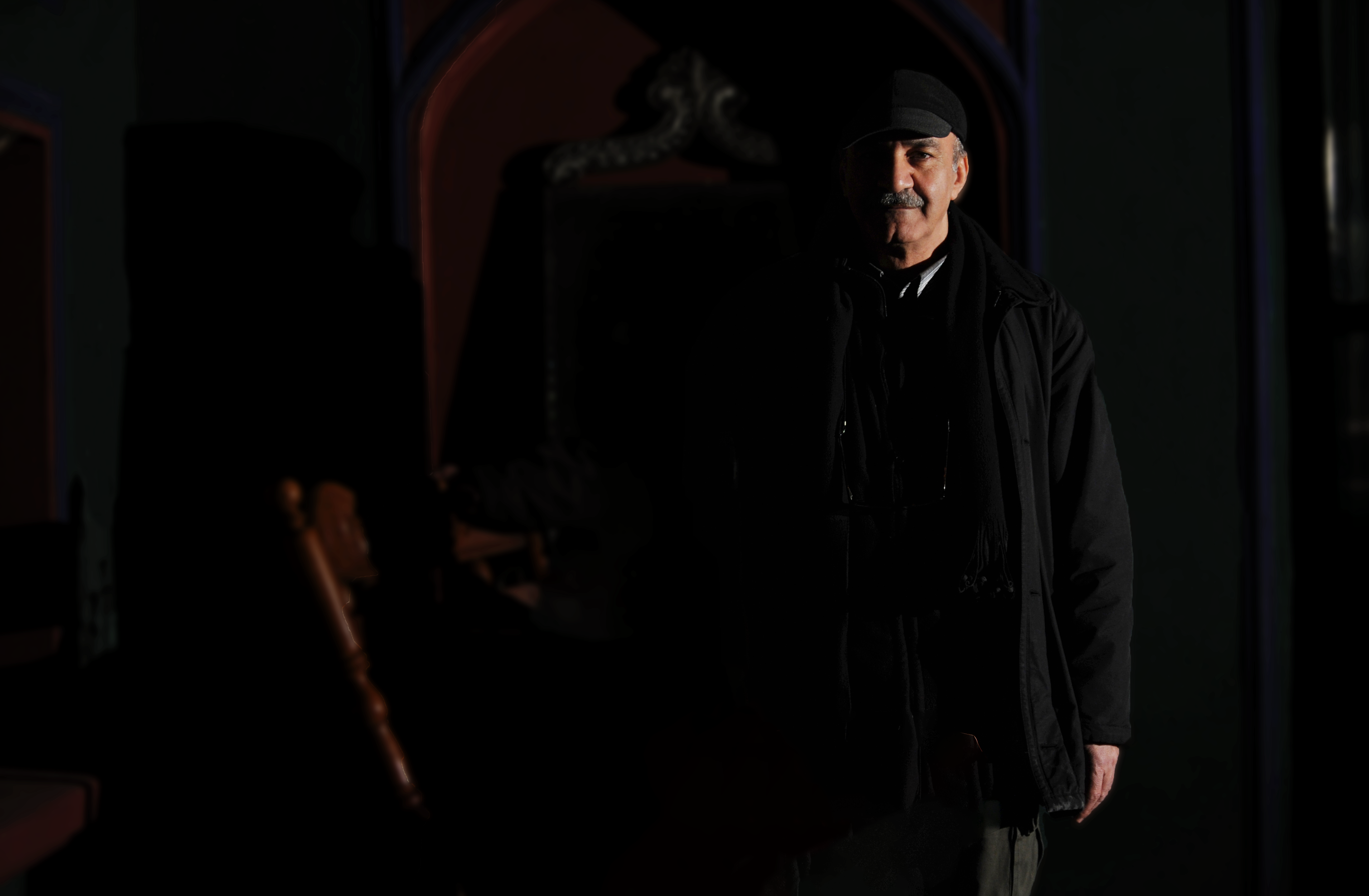
حمید لبخنده در پشت صحنه مجموعه رازهای یک خانه.

حمید لبخنده در ۲۵ تیر ۱۳۳۰ در اهواز متولد شد. وی خواهرزاده احمد محمود نویسنده سرشناس ایران بود. لبخنده در سال ۱۳۴۶ با ثبت‌نام در کلاس‌های بازیگری حسینعلی طباطبایی وارد وادی هنر شد. حمید لبخنده از همدوره‌ای‌های رضا فیاضی، فرید و علی سجادی حسینی، و رضا خندان بوده است. حمید لبخنده دانش‌آموخته بازیگری و کارگردانی تئاتر از دانشکده هنرهای زیبا بود. او در دهه ۱۳۵۰ با هما روستا و پس از آن حمید سمندریان آشنا شد. در سال ۱۳۵۸ به عنوان بازیگر نمایش مرده‌های بی‌کفن‌ودفن بر پایه نمایشنامه ژان-پل سارتر و به کارگردانی حمید سمندریان روی صحنه رفت. حمید لبخنده در همان سال نمایشنامه عادل‌ها نوشته آلبر کامو را هم کارگردانی کرد که در تالار مولوی اجرا شد. او که در دهه ۱۳۹۰ کار برای تلویزیون و سینما را کنار گذاشت و مدیریت آموزشگاه هنری سمندریان را تا پایان عمر بر عهده گرفت.
لبخنده پیشگام نوآوری در سریال‌های پس از انقلاب ۱۳۵۷ بود. سریال در پناه تو نخستین مثلث عشقی بود که پس از انقلاب ۱۳۵۷ از تلویزیون ایران پخش می‌شد. همچنین فیلم آبی به شورش یک زن جوان علیه باورهای سنتی می‌پرداخت.

## درگذشت

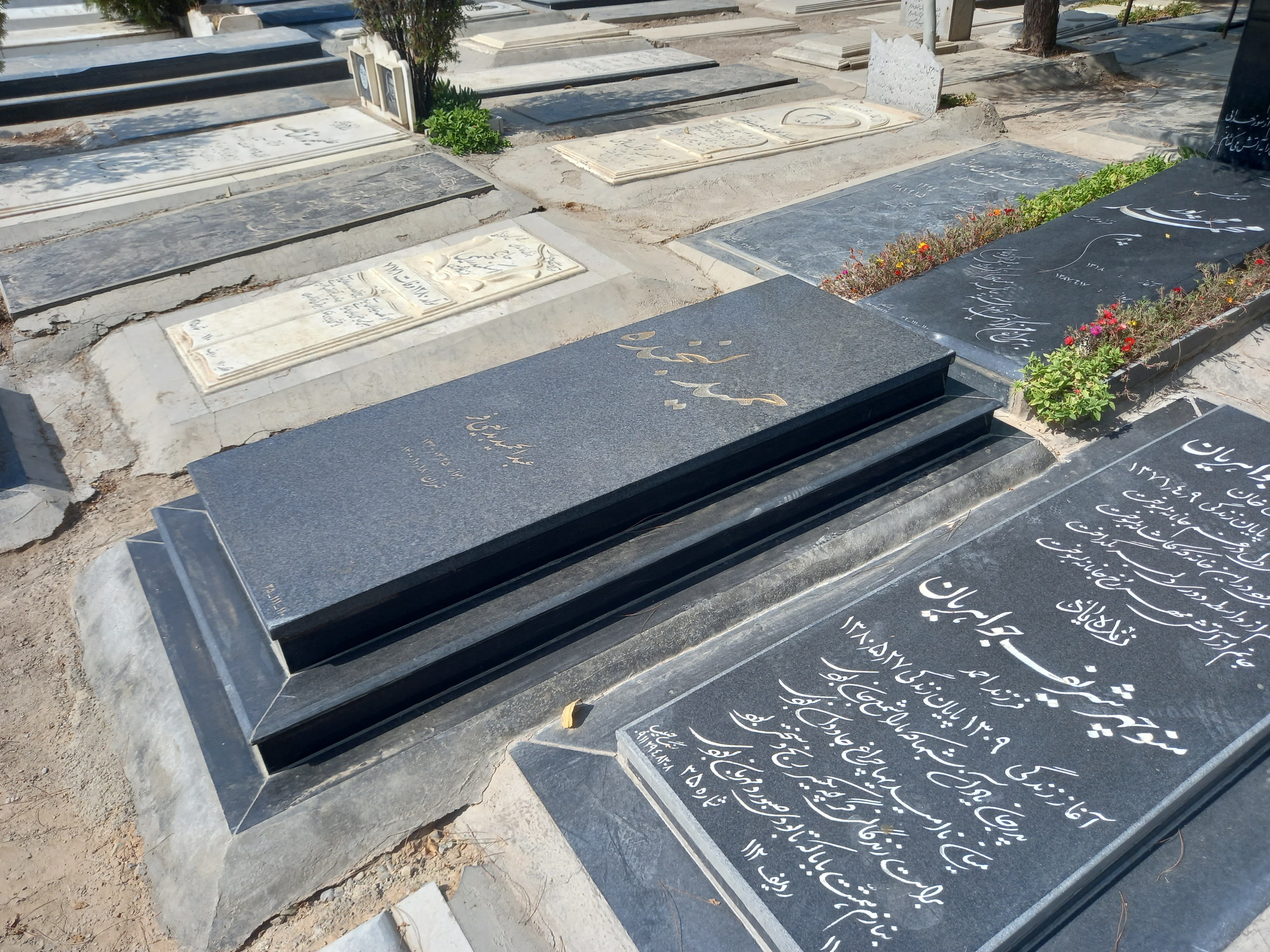
قبر حمید لبخنده واقع در قطعه ۱۱۰ بهشت زهرای تهران

حمید لبخنده در دی ۱۴۰۰ بر اثر تبعات یک عمل جراحی در خانه‌اش درگذشت.

## فیلم‌شناسی

### کارگردانی

#### تلویزیون
- راویان اخبار (۱۳۶۷–۱۳۶۵)
- این شرح بینهایت (۱۳۶۶)
- حکایت‌نامه (لطائف المتون) (۱۳۶۸)
- ماجرای خالو (۱۳۶۹)
- مهر و ماه (۱۳۶۹)
- میرزا سرور[۶] (۱۳۷۱)
- خر خریدن خالو[۶]  (۱۳۷۱)
- حکایت میرزا یحیی (۱۳۷۴)
- در پناه تو (۱۳۷۴)
- در قلب من (۱۳۷۷)
- با من بمان (۱۳۸۰)
- پیدا و پنهان (۱۳۸۳)
- تله‌فیلم دارگل (۱۳۸۴)
- تله‌فیلم ساعت بدون عقربه (۱۳۸۵)
- کارآگاهان (۱۳۸۶)
- رازهای یک خانه (۱۳۹۰)

#### سینما
- آبی (۱۳۷۹؛ نویسنده و کارگردان)

#### تئاتر
- عادل‌ها
- سوءتفاهم
- مردگان بی کفن و دفن (بازیگری)

### بازیگری
- تله‌فیلم ترس[۷] (۱۳۶۶)
- چون باد (۱۳۶۷)
- گمشدگان (۱۳۶۶)